# William Legge (10. hrabia Dartmouth)
William Legge, 10. hrabia Dartmouth (ur. 23 września 1949 w Londynie) – brytyjski lord i polityk, poseł do Parlamentu Europejskiego VII i VIII kadencji.

## Życiorys
Syn Geralda Legge, 9. hrabiego Dartmouth. Nauki pobierał w Eton College, Christ Church na Uniwersytecie Oksfordzkim oraz Harvard Business School. Po śmierci ojca w 1997 odziedziczył tytuł parowski. Wchodził w skład Izby Lordów do czasu przeprowadzonej przez rząd laburzystów reformy, która pozbawiła prawa do zasiadania w wyższej izbie parlamentu większość parów dziedzicznych.
Należał do Partii Konserwatywnej, którą opuścił w 2007, przystępując następnie do Partii Niepodległości Zjednoczonego Królestwa.
W wyborach w 2009 z ramienia UKIP uzyskał mandat posła do Parlamentu Europejskiego. Przystąpił do nowo powołanej grupy pod nazwą Europa Wolności i Demokracji, a także do Komisji Handlu Międzynarodowego. W 2014 z powodzeniem ubiegał się o europarlamentarną reelekcję. W trakcie kadencji zrezygnował z członkostwa w Partii Niepodległości Zjednoczonego Królestwa.